# …Something to Be

...Something to Be est le premier album solo du chanteur de Matchbox 20 Rob Thomas. Cet album sortit dans les bacs en 2005. Il a commencé en première position du Billboard 200, détrônant The Emancipation of Mimi de Mariah Carey. Ce fut la première fois depuis le commencement du Billboard 200 que le premier album solo d'un artiste masculin atteint la première position à sa première semaine sur les charts. L'album contient le hit Lonely No More.

## Ventes
L'album s'est très bien vendu, et il s'est, jusqu'à maintenant, vendu à près de 1,4 million d'exemplaires.

## Chansons
1. This Is How a Heart Breaks
2. Lonely No More
3. Ever the Same
4. I Am an Illusion
5. When the Heartache Ends
6. Something to Be
7. All That I Am
8. Problem Girl
9. Falling to Pieces
10. My My My
11. Streetcorner Symphony
12. Now Comes the Night

## Certifications
| Pays                    | Certification | Unités certifiées |
| ----------------------- | ------------- | ----------------- |
| Australie (ARIA)        | 3 × Platine   | 210 000           |
| Canada (Music Canada)   | Platine       | 100 000           |
| États-Unis (RIAA)       | 2 × Platine   | 2 000 000         |
| Nouvelle-Zélande (RMNZ) | Or            | 7 500             |
| Royaume-Uni (BPI)       | Argent        | 60 000            |